# Volkovce
Volkovce (deutsch Walkowitz, ungarisch Valkóc) ist eine Gemeinde im Westen der Slowakei mit 1006 Einwohnern (Stand 31. Dezember 2024), die zum Kreis Okres Zlaté Moravce, einem Teil des Nitriansky kraj gehört und in der traditionellen Landschaft Tekov liegt.

## Geographie

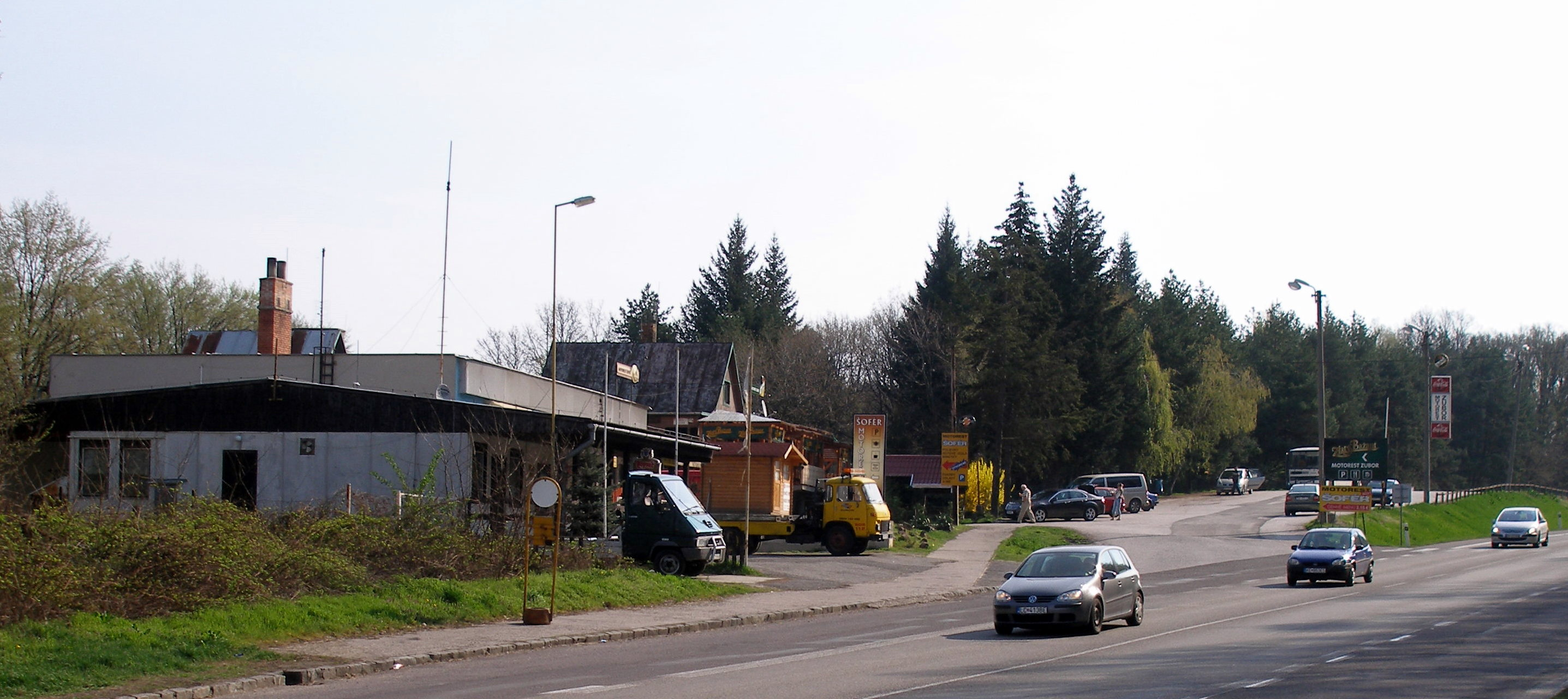
Eine Gaststätte bei Olichov

Die Gemeinde befindet sich im Nordteil des Hügellands Pohronská pahorkatina (Teil des Donauhügellands) am stufenweisen Übergang in das Gebirge Pohronský Inovec. Sie wird vom Bach Bočovka durchflossen, der zum Flusssystem Žitava gehört. Das Ortszentrum liegt auf einer Höhe von 250 m n.m. und ist acht Kilometer von Zlaté Moravce entfernt.
Zur Gemeinde gehört seit 1944 die ehemalige Gemeinde Závada, nachdem sie bereits 1924–1931 Teil von Volkovce war und früher als Tekovská Závada bekannt war. Des Weiteren sind die Siedlungen Olichov und Slance Teil der Gemeinde.
Nachbargemeinden sind Čierne Kľačany im Nordwesten und Norden, Čaradice im Osten, Kozárovce im Südwesten, Nemčiňany im Süden und Veľké Vozokany im Südwesten.

## Geschichte
Volkovce wurde zum ersten Mal 1275 als Wolkouch schriftlich erwähnt und war damals Gut der Burg Barsch. 1327 ließ die Abtei von Hronský Beňadik die verwüstete Ortschaft neu besiedeln und befreite die Einwohner von Steuerpflichten auf zehn Jahre. 1565 kam Volkovce zum Erzbistum Gran und wurde im 16. und 17. Jahrhundert von mehreren türkischen Plünderungen in Mitleidenschaft gezogen. 1828 zählte man 50 Häuser und 330 Einwohner, die in der Landwirtschaft beschäftigt waren.
Bis 1918 gehörte der im Komitat Bars liegende Ort zum Königreich Ungarn und kam danach zur Tschechoslowakei beziehungsweise heute Slowakei.

## Bevölkerung
| Jahr                | 1994 | 2004    | 2014    | 2024    |
| ------------------- | ---- | ------- | ------- | ------- |
| Anzahl der Personen | 1014 | 1011    | 1020    | 1006    |
| Unterschied         |      | −0,29 % | +0,89 % | −1,37 % |

| Jahr                | 2023 | 2024    |
| ------------------- | ---- | ------- |
| Anzahl der Personen | 1001 | 1006    |
| Unterschied         |      | +0,49 % |

Gemäß der Volkszählung 2011 wohnten in Volkovce 1005 Einwohner, davon 966 Slowaken, fünf Magyaren, jeweils zwei Roma, Tschechen und Ukrainer und ein Jude; ein Einwohner gehörte einer anderen Ethnie an. 26 Einwohner machten diesbezüglich keine Angabe. 692 Einwohner bekannten sich zur römisch-katholischen Kirche, acht Einwohner zu den Mormonen, jeweils fünf Einwohner zur evangelischen Kirche A. B. und zur kongregationalistischen Kirche, drei Einwohner zur griechisch-katholischen Kirche, zwei Einwohner zur orthodoxen Kirche und ein Einwohner zur evangelisch-methodistischen Kirche. 45 Einwohner waren konfessionslos und bei 244 Einwohnern wurde die Konfession nicht ermittelt.

## Bauwerke
- römisch-katholische Jakobuskirche, barockisiert im Jahre 1754, das Presbyterium wurde im 14. Jahrhundert errichtet